# 袁福生
袁福生（1916年—1993年），原名袁福胜，男，湖南茶陵人，中华人民共和国军事人物，中国人民解放军少将。